# Castillo de Schönhausen
El castillo/palacio de Schönhausen (en alemán: Schloss Schönhausen) es una residencia señorial barroca alemana, situada en el distrito de Niederschönhausen de Berlín. Está rodeado por un parque por el que discurre el río Panke. Schönhausen es conocida como la residencia de Isabel Cristina de Brunswick-Bevern (1715-1797), esposa del rey Federico II de Prusia, y sede oficial de Wilhelm Pieck (1876-1960), el primer Jefe de Estado de la República Democrática de Alemania.
Restaurado en 2005, el castillo ha estado reabierto al público desde19 de diciembre de 2009. Pertenece a la Fundación de Palacios y Jardines Prusianos Berlín-Brandenburgo (SPSG, Stiftung Preußische Schlösser und Gärten Berlin-Brandenburg).

## Historia

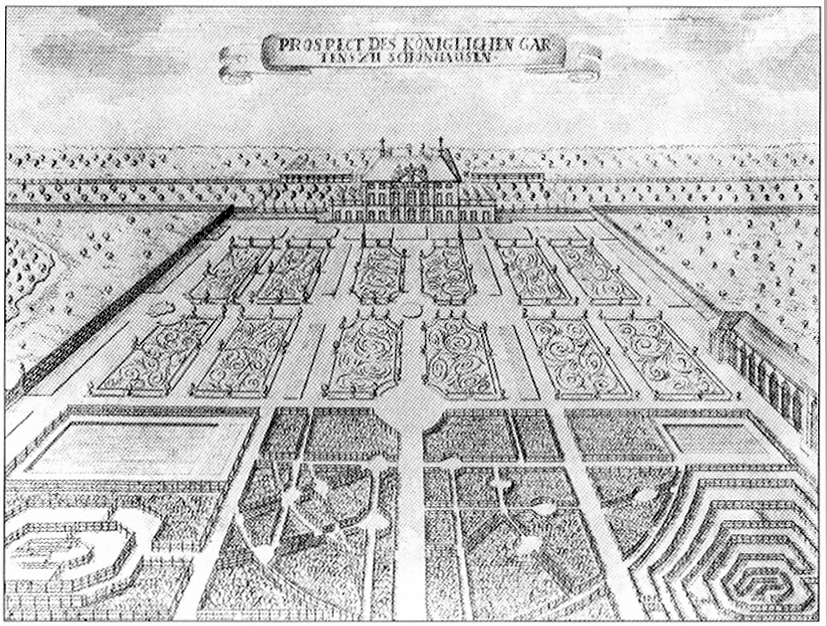
El castillo con sus jardines alrededor de 1717

Las propiedades de Niederschönhausen al norte de Berlín fueron adquiridas en 1662 por la familia condal Dohna. En 1664, la condesa Sophie-Théodore zu Dohna-Schlobitten construyó una primera casa señorial en estilo neerlandés. En 1680 la propiedad pasó a manos del mariscal de la corte Joachim von Grumbkow y se construyó un castillo de tres alas de estilo barroco según los planos de Johann Arnold Nering.
En 1691, Federico III, príncipe elector de Brandeburgo-Prusia y futuro rey en Prusia, adquirió este castillo por 16.000 táleros a la viuda del mariscal Grumbkow, con las vastas tierras que se extendían desde Pankow hasta Blankenfelde, al norte. Fue aquí donde, en agosto de 1700, Federico negoció la elevación del ducado de Prusia al rango de reino de Prusia. El nuevo rey hizo restaurar y ampliar el grupo de edificios en 1704; la obra fue dirigida por Johann Friedrich Eosander von Göthe. También se amplió el  jardin regular del castillo. Sin embargo, tras la muerte del rey en 1713, su sucesor Federico Guillermo I se preocupó poco por la casa.
Desde 1736, el príncipe heredero Federico II y su esposa Elisabeth-Christine vivieron juntos en el castillo de Rheinsberg, hasta la muerte del rey y el ascenso de Federico al trono en 1740. A partir de entonces, la reina consorte pasó el verano en su castillo de Schönhausen y dedicó generosamente a remodelar el parque en estilo rococó. La casa cesó toda vida común; Federico nunca fue a visitar Schönhausen e Isabel tampoco fue a Sans-Souci, la residencia de verano de su marido. El castillo estuvo ocupado durante un año por tropas rusas durante la Guerra de los Siete Años, mientras Isabel se refugiaba en Magdeburgo. Al regreso de la reina de Prusia, en 1764 el arquitecto Johan Bouman levantó las alas del devastado edificio.

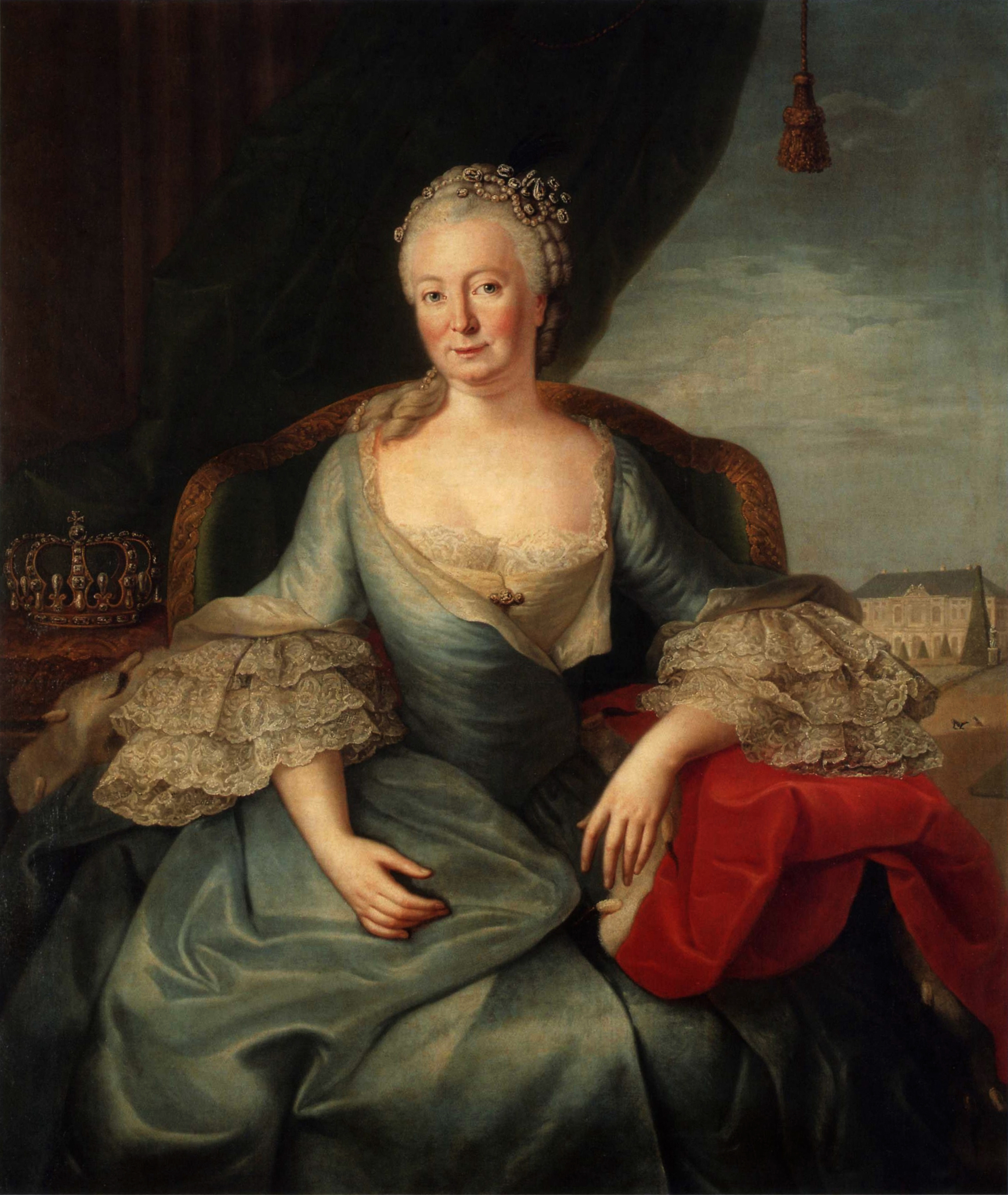
La reina Isabel Cristina en Schönhausen, pintura de Joachim Martin Falbe (hacia 1765)

Después de la muerte de Isabel en 1797, Schönhausen se convirtió en la residencia temporal de verano de Mariana de Prusia y de Federica de Mecklemburgo-Strelitz, hermana de la reina Luisa y esposa del príncipe Federico Guillermo de Solms-Braunfels. En 1815, después de casarse con Ernesto Augusto I, hijo de Jorge III de Hannover, rey de Inglaterra, Federica hizo rediseñar el parque de estilo inglés unos diez años más tarde, en 1828-1829, por Peter Joseph Lenné. Desde mediados del siglo XIX, Schönhausen estuvo cada vez más abandonado y sirvió únicamente como guarda muebles real.
Durante la Revolución Alemana de 1918-1919, el castillo fue condenado. En 1925 pasó a ser propiedad del Estado Libre de Prusia dentro de la República de Weimar; luego, fue restaurado para convertirse en un lugar de exposiciones, en particular pinturas de  Vincent van Gogh, Franz Marc, Wilhelm Lehmbruck o de Ernst Barlach. Bajo el régimen nazi, en particular bajo el liderazgo del ministro de Finanzas prusiano, Johannes Popitz, el edificio fue radicalmente modernizado. Desde 1936  se almacenaron allí (así como en el número 24 de Köpenicker Straße) 16.000 obras de «arte degenerado» incautadas en museos alemanes), algunas de las cuales fueron vendidas al Gran Hotel Nacional de Lucerna el 30 de junio de 1938.

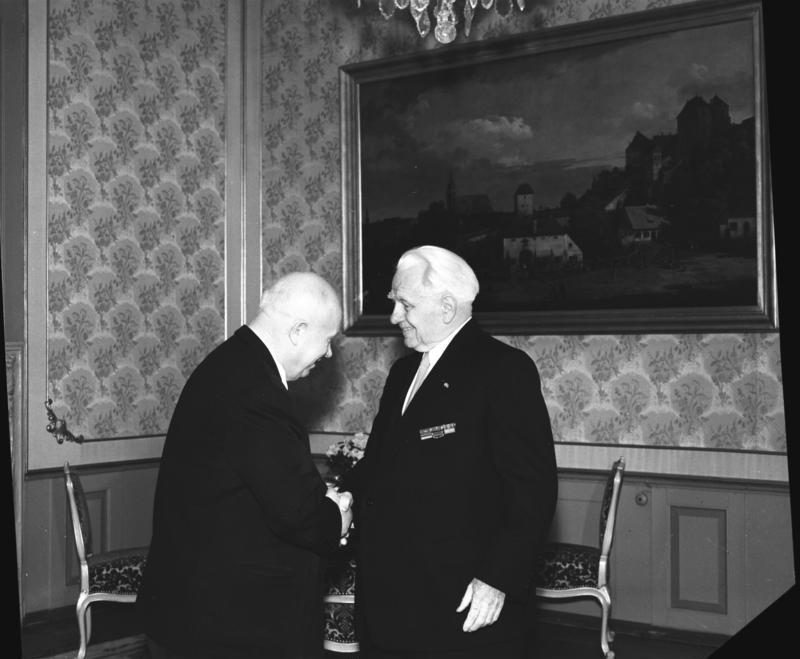
Nikita Jrushchov y Wilhelm Pieck en Schönhausen, en 1959.

El castillo sufrió sólo ligeros daños durante los bombardeos aliados y la batalla de Berlín en 1945. Reabrió sus puertas a finales de ese año, pero en pocos meses se convirtió, estando situado en el sector soviético, en un edificio militar y luego en un internado para hijos de funcionarios soviéticos.
Después de la fundación de la República Democrática Alemana, el 7 de octubre de 1949, el castillo de Schönhausen fue la residencia oficial del primer presidente de la república, Wilhelm Pieck, hasta su muerte en 1960. Allí acogió, entre otros, a Ho Chi Minh y Nikita Jrushchov. El parque perdió entonces toda identidad. Posteriormente, el edificio sirvió como residencia oficial para invitados de Estado, como Indira Gandhi, Fidel Castro o Mijaíl Gorbachov (octubre de 1989), o, tras la reunificación alemana, para la reina Beatriz de los Países Bajos.
En junio de 1990 tuvo lugar aquí una de las cuatro rondas de negociaciones del Tratado de Moscú. En el castillo de Schönhausen, a 100 años del renacimiento de los Juegos Olímpicos, se reunieron en 1994 representantes de Alemania, Argentina, Austria, China, Chipre, Ecuador, Estados Unidos, Francia, Grecia, Kazajistán, Libia, Lituania, México, Nigeria, Filipinas, Polonia, Rusia y Eslovaquia, que llegaron al congreso fundacional del Consejo Internacional de Delfos (International Delphic Council), para establecer la instalación de los Juegos Délficos modernos.··
Ahora está previsto que el castillo recupere su vocación de museo, con una exposición permanente en un recinto restaurado de la época de la reina Isabel. Actualmente se pueden visitar amplias colecciones de la familia de Dohna provenientes del castillo de Schlobitten.